# Criorhina verbosa
Criorhina verbosa är en tvåvingeart som först beskrevs av Walker 1849.  Criorhina verbosa ingår i släktet pälsblomflugor, och familjen blomflugor. Inga underarter finns listade i Catalogue of Life.